# Roter Stachelnasenbeutler

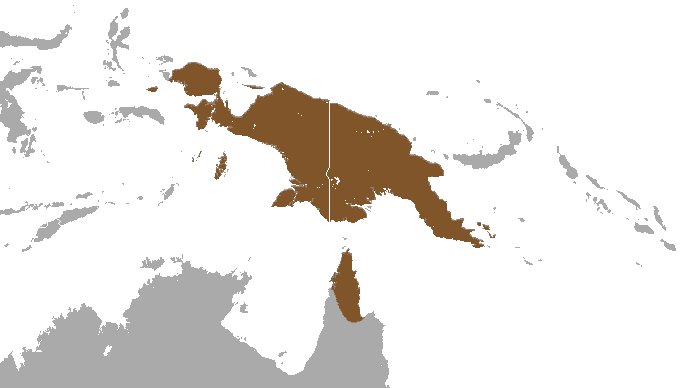
Das Verbreitungsgebiet des Roten Stachelnasenbeutlers

Der Rote Stachelnasenbeutler (Echymipera rufescens) ist eine Beuteltierart und lebt in Neuguinea und im nordöstlichen Australien und ist somit der einzige Vertreter der Neuguinea-Nasenbeutler in Australien.

## Unterarten und Verbreitung
Es gibt zwei Unterarten.
- Echymipera rufescens rufescens, die Nominatform der Art, kommt in Neuguinea, sowie auf Yapen, Misool, den Kei-Inseln, den Aru-Inseln und den D’Entrecasteaux-Inseln vor.
- Echymipera rufescens australis lebt auf der australischen Kap-York-Halbinsel im nördlichen Queensland.

## Merkmale
Der Rote Stachelnasenbeutler erreicht eine Kopfrumpflänge von 21,5 bis 54,5 cm, hat einen 7,5 bis 11,5 cm langen Schwanz und erreicht ein Gewicht von 0,3 bis 3 kg. Die australische Unterart bleibt kleiner mit einer maximalen Kopfrumpflänge von 48 cm und einem Maximalgewicht von 2,2 kg. Die größten Exemplare der Nominatform leben in der Gulf Provinz, die kleinsten in der Region um den Sepik. Bei beiden Unterarten werden die Männchen in der Regel bis zu 70 % schwerer als die Weibchen. In Ausnahmefällen können jedoch auch Weibchen das Maximalgewicht erreichen. Das Rückenfell der Tiere ist gelbbraun, rötlich oder dunkelbraun. Die steifen, stacheligen Haare geben dem Rückenfell ein gestromtes Aussehen. Der Bauch ist hell. Die Kopfoberseite ist dunkel gefärbt, oft auch völlig schwarz. Zum Gesicht hin werden die Haare grau. Die Schnauze ist lang, die Ohren sind kurz und abgerundet. Der kurze, dunkle Schwanz ist haarlos. Wegen der Variabilität der Art bezüglich der Fellfarbe kann der Rote Stachelnasenbeutler mit dem Clara-Stachelnasenbeutler (Echymipera clara) oder Flachstachelnasenbeutler (Echymipera kalubu) verwechselt werden. In den meisten Fällen hat er jedoch ein mehr rot getöntes Fell und die Sohlen der Hinterfüße sind beim Roten Stachelnasenbeutler dunkel, beim Flachstachelnasenbeutler nicht.

## Lebensraum und Lebensweise
Rote Stachelnasenbeutler leben in allen Lebensräumen von Meeresspiegelhöhe bis in Höhen von etwa 1200 Metern, in Ausnahmefällen auch 2000 Meter hoch. Sie kommen in Tieflandregenwäldern, in den Wäldern der Vorberge des neuguineischen Zentralgebirges, in Galeriewäldern, in Heiden, im Busch- und Grasland vor. Sie leben auch in trockeneren Habitaten, in denen andere Stachelnasenbeutler nicht vorkommen. Rote Stachelnasenbeutler sind strikt nachtaktiv und verbringen den Tag schlafend in versteckten Nestern auf dem Erdboden oder in selbst gegrabenen Erdhöhlen. Letztere haben zwei oder mehrere Ein- und Ausgänge und befinden sich 50 bis 80 cm unterhalb des Erdbodens. Beobachtungen an gefangenen Exemplaren zeigen, dass die Tiere und hier besonders die Männchen untereinander zänkisch sind. In Gegenden die den Tieren zusagen, können bis zu 20 Individuen auf einem Hektar leben.
Wie andere Nasenbeutler sind Rote Stachelnasenbeutler Allesfresser. Bei einer Untersuchung in der  Iron-Range auf der Kap-York-Halbinsel fand man heraus, dass Früchte einen Anteil von etwa 27 % bei der dortigen Population haben. Wirbellose hatten einen Anteil von 26 %, Pilze machten 19 % der Ernährung aus und Blätter hatten einen Anteil von 18 %. Die restliche Nahrung bestand aus Wurzeln, Gras und kleinen Wirbeltieren. Auf Neuguinea soll die Zusammensetzung der Nahrung ähnlich sein. Wahrscheinlich ist, dass sich die Nahrungszusammensetzung mit dem Wechsel der Jahreszeiten ändert. Die Nahrung wird auf dem Erdboden gefunden oder ausgegraben. Wie in den Verbreitungsgebieten anderer Nasenbeutler findet man in Regionen, in denen der Rote Stachelnasenbeutler vorkommt, als Resultat der Grabungstätigkeit der Tiere immer wieder konische, 20 bis 30 cm tiefe Erdlöcher. Bei der nächtlichen Nahrungssuche werden etwa 1 bis 2 ha abgesucht und die Tiere nutzen immer wieder dieselben Trampelpfade durch die Vegetation.

## Fortpflanzung
Rote Stachelnasenbeutler vermehren sich im Nordosten Australiens in der Regenzeit von November bis Mai. Während des Höhepunktes der Regenzeit von Januar bis März tragen 80 bis 100 % der Weibchen Jungtiere im Beutel. In Neuguinea dauert die Fortpflanzungsperiode eventuell länger. Weibchen mit Jungtieren im Beutel wurden in den Monaten März, Mai, August und Oktober festgestellt. Die Anzahl der Jungtiere lag bei einem bis vier mit einem Mittelwert von 2,8. Im Beutel befinden sich acht Zitzen. Die Jungtiere verlassen den Beutel etwa 65 Tage nach ihrer Geburt und werden weitere 70 Tage später entwöhnt. Meist gebären die Tiere ein zweites Mal im Jahr, so dass jedes Weibchen im Durchschnitt 4,9 Jungtiere im Jahr bekommt. Diese werden im Alter von vier bis fünf Monaten geschlechtsreif.

## Gefährdung
Die IUCN listet den Roten Stachelnasenbeutler als ungefährdet (Least Concern). Das Verbreitungsgebiet ist groß, die Unterart auf Neuguinea ist jedoch in weiten Teilen ihres Verbreitungsgebietes inzwischen selten, in anderen noch häufig. Die Unterart wird zur Gewinnung von Bushmeat stark bejagt. Außerdem wird ihr Lebensraum großflächig durch Buschfeuer und durch Abholzungen um Flächen für Ölpalmenplantagen und um andere landwirtschaftliche Produkte zu gewinnen zerstört. Die australische Unterart gilt als ungefährdet. Beide kommen auch in mehreren Schutzgebieten vor.